# Powder
Pour plus de détails, voir Fiche technique et Distribution.
Powder ou L'Enfant du tonnerre au Québec est un film dramatique fantastique américain écrit et réalisé par Victor Salva, sorti en 1995.

## Synopsis
Un enfant albinos aux pouvoirs paranormaux quitte la cave qu'il occupait depuis quinze ans.

## Fiche technique
Sauf indication contraire, les informations mentionnées dans cette section peuvent être confirmées par la base de données cinématographiques IMDb,  présente dans la section « Liens externes ».
- Titre original et français : Powder
- Titre québécois : L'enfant du tonnerre
- Réalisation et scénario : Victor Salva
- Musique : Jerry Goldsmith
- Décors : Waldemar Kalinowski
- Costumes : Betsy Cox
- Photographie : Jerzy Zielinski
- Montage : Dennis M. Hill
- Production : Roger Birnbaum et Daniel Grodnik

Production déléguée : Dennis Murphy, Riley Kathryn Ellis et Robert Snukal
- Sociétés de production : Hollywood Pictures et Caravan Pictures ; Roger Birnbaum Productions et Daniel Grodnik Productions
- Société de distribution : Buena Vista Pictures
- Pays d'origine :  États-Unis
- Langue originale : anglais
- Format : couleur - 1,85:1 - Dolby Digital - 35 mm
- Genre : drame fantastique
- Durée : 111 minutes
- Dates de sortie :
  - États-Unis : 27 octobre 1995
  - France : 19 juin 1996

## Distribution
- Mary Steenburgen (VF : Frédérique Tirmont ; VQ : Élise Bertrand): Jessie Caldwell
- Sean Patrick Flanery (VF : Bernard Gabay ; VQ : Joël Legendre) : Jeremy « Powder » Reed
- Lance Henriksen (VF : Jean Lagache ; VQ : Hubert Gagnon) : le shérif Doug Barnum
- Jeff Goldblum (VF : Richard Darbois ; VQ : Jean-Luc Montminy) : Donald Ripley
- Brandon Smith (VQ : Jean-Marie Moncelet) : l'adjoint Harley Duncan
- Bradford Tatum (VF : Bruno Choël ; VQ : Benoit Éthier) : John Box
- Susan Tyrrell (VQ : Diane Arcand) : Maxine
- Missy Crider (VQ : Aline Pinsonneault) : Lindsey Kelloway
- Ray Wise (VF : Hervé Jolly ; VQ : Mario Desmarais) : le docteur Aaron Stripler
- Esteban Powell (VQ : Hugolin Chevrette-Landesque) : Mitch
- Reed Frerichs : Skye
- Chad Cox : Zane
- Joe Marchman : Brennan
- Phil Hayes : Greg Reed
- Danette McMahon : Emma Barnum
- Darla Rae (VF : Catherine Artigala) : Mme Kubler

## Production

### Tournage
Le tournage a lieu à Houston, Texas City et Wharton, au Texas[réf. souhaitée].

### Musique
La musique du film est composée et dirigée par Jerry Goldsmith, et éditée sous le label Hollywood Records en 1995, à l'exception de :
- Roll Up Waltz, composé par Andrew J. Hall
- Puppet March, composé par Eric Gemsa

## Accueil
Le film sort le 27 octobre 1995 aux États-Unis. En France, il sort le 19 juin 1996.
En pleine sortie alors marquée par une polémique aux États-Unis, il est publiquement révélé que le réalisateur Victor Salva a été condamné pour abus sexuel sur mineur, plusieurs années plus tôt.

## Distinctions

### Récompense
- Fantastic'Arts 1996 : Prix du public

### Nomination
- MTV Movie Awards 1996 : Meilleure révélation masculine pour Sean Patrick Flanery